# Sun Zhihong
Zhi Hong Sun (en chinois : 孙智宏 ; pinyin : Sūn Zhìhóng), né  le 16 octobre 1965 à Huai'an, est un mathématicien chinois, qui a travaillé sur la théorie des nombres, en combinatoire, et sur la théorie des graphes.  
Sun et son frère jumeau Sun Zhiwei ont démontré un théorème sur des nombres premiers particuliers appelés nombres premiers de Wall-Sun-Sun, qui auraient pu aider à trouver un contre exemple à la conjecture du dernier théorème de Fermat, avant que cette conjecture soit démontrée par Andrew Wiles.